# El soldado Iván Brovkin
El soldado Iván Brovkin (en ruso: Солдат Иван Бровкин, romanizado: Soldat Ivan Brovkin) es una película de comedia soviética de 1955 dirigida por Iván Lukinski, protagonizada por Leonid Jaritónov, Serguéi Blinnikov, Tatiana Pelttser, Anna Kolomiytseval y Vera Orlova, en los papeles principales y producida por los estudios cinematográficos Estudios de Cine Gorki, la película tuvo una secuela en 1959 titulada Iván Brovkin en la granja estatal. La película fue un gran éxito de taquilla, fue vista por más de 40 millones de espectadores en la URSS.

## Sinopsis
El desventurado chico de campo Iván Brovkin (Leonid Jaritónov) no encaja en la vida del koljóv. Todo lo que intenta le sale mal. Cuando el presidente de la granja colectiva (Serguéi Blinnikov)  lo asigna al cuidado y rehabilitación del jefe del garaje Zahar Silcha (Mijaíl Pugovkin), incluso logra ahogar el nuevo automóvil koljosiano GAZ-51 y tan pronto como Iván hunde el coche, él y otros tres koljoses reciben una citación para incorporarse al ejército.
En el primer período de la vida, Iván Brovkin se manifiesta como en la granja: no conoce la disciplina militar y se retrasa en el entrenamiento físico. Sin embargo, después de una discusión con el equipo, cambia, comienza a progresar en el servicio, en las artesanías, obtiene el grado militar de Yefreytor y, al final, como recompensa obtiene una licencia de diez días para visitar a su familia en casa.
Todo el tiempo que Brovkin estuvo en el servicio militar, le escribió cartas a la chica de la que está enamorado, Lyubasha (Daya Smirnova). Pero las cartas fueron interceptadas por el contable de la granja colectiva, Samohvalov (Yevgeny Shutov), quien quiere casarse con ella. Lyubasha está enojada con Iván porque piensa que se ha olvidado de ella y no le ha escrito ninguna carta. Al llegar, Brovkin llama a Lyubasha desde su casa con un silbido de ruiseñor, como solía hacer antes de marcharse al ejército, al final todo se aclara.

## Elenco
- Leonid Jaritónov como Iván Romanóvich Brovkin
- Serguéi Blinnikov como Timofey Koroteyev, el presidente de la granja colectiva
- Tatiana Pelttser como Yevdokiya Brovkina, madre de Iván Brovkin
- Anna Kolomiytseva como Yelizaveta Koroteyeva, la esposa de Timofey Kondratievich
- Daya Smirnova como Lyubasha, la hija de Timofey Koroteyev y el interés amoroso de Iván
- Vera Orlova como Polina Grebeshkova, camarera de la granja estatal.
- Mijaíl Púgovkin como Zajar Silych Peryshkin, amigo de Brovkin, encargado del garaje
- Yevgeny Shutov como Apollinaris Samohvalov Petrovich, contable de la granja colectiva
- Tanat Zhaylibekov como Mutar Abaev, amigo de Iván, cabo
- Boris Tolmazov como Nikolái Petrovich, comandante de la batería

## Producción
Leonid Jaritonov protagonizó su primera película en la gran pantalla en 1954, y su primer papel fue en la película Escuela de coraje la cual le dio al estudiante fama en todos los sindicatos. El papel de Iván Brovkin ocupó el tercer lugar en la filmografía de Jaritonov, quien después del estreno de la película se convirtió en una superestrella del cine soviético. Durante el rodaje en el verano de 1955 en Sujumi, Leonid Jaritonov fue retrasado por la patrulla militar en la calle. El actor estaba en uniforme preparándose para su papel, pero no estaba vestido de acuerdo con la ordenanza militar y tuvo una disputa con un oficial superior. Lo llevaron a la oficina donde el oficial lo reconoció como el protagonista de Escuela de Coraje y le dejó marchar.
Cuando se estaba preparando para filmar, Jaritonov hizo entrenamiento de combate, aprendió a conducir un tractor y una motocicleta. Todas las canciones de la película las interpretó él mismo. Durante el rodaje, Leonid Kharitonov sufrió una úlcera que se le manifestó durante el sitio de Leningrado, donde sufrió desnutrición y se vio obligado a comer jabón. El tiroteo de la guarnición militar se rodó en el cuartel de Chernyshevsky en Moscú.
Las escenas rurales se filmaron en el pueblo de Slobodka Savinova en el raión de Kalininsky en el óblast de Tver. Las escenas ambientadas en el verano se rodaron en otoño y Jaritonov con Pugovkin tuvieron que nadar en un río helado, y los escenógrafos tuvieron que teñir el follaje amarillo de verde.
El guion de la película supuestamente fue plagiado de la película de comedia extremadamente similar Maksim Perepelitsa, protagonizada por Leonid Bykov, que se realizó ese mismo año. Iván Stadnyuk, autor de la novela original y guionista de la película, dijo más tarde que Georgi Mdivani, el guionista de Soldado Iván Brovkin, admitió el plagio en una conversación privada con él.